# Турчинівка
Ту́рчинівка — село в Україні, розташоване в Чуднівській громаді, Житомирського району, Житомирської області. Населення становить 418 осіб. Орган місцевого самоврядування — Чуднівська міська рада.

## Географія
Село розташоване у північно-східній частині району, з'єднане із центром громади автошляхом Т 2309. Фізична відстань до центру громади — 8 км, до Києва — 146 км.
Селом протікає річка Безіменна, ліва притока  П'ятка.
Сусідні населені пункти:

## Історія
Станом на 1885 рік у колишньому власницькому селі П'ятківської волості Житомирського повіту Волинської губернії мешкало 282 особи, налічувалось 39 дворових господарств, існували православна церква, постоялий будинок і вітряний млин.
За переписом 1897 року кількість мешканців зросла до 640 осіб (323 чоловічої статі та 317 — жіночої), з яких 555 — православної віри.
У XIX ст. в Турчинівці родиною Терещенків було збудовано палац і закладено парк. Двоповерховий палац, прямокутний у плані, зведено з червоної цегли у 1899–1900 рр. Маєток, який складають палац, господарський корпус, садибний будинок, огорожа з брамою та парк, визнано пам'яткою архітектури національного значення.
За радянських часів у маєтку розташовувалася професійна сільськогосподарська школа, потім сільськогосподарський технікум. З 1985 року і до 2020 року — ПТУ-30, а згодом Територіально відокремлене спеціалізоване відділення с. Турчинівка Коростишівського професійного аграрного ліцею.

## Галерея

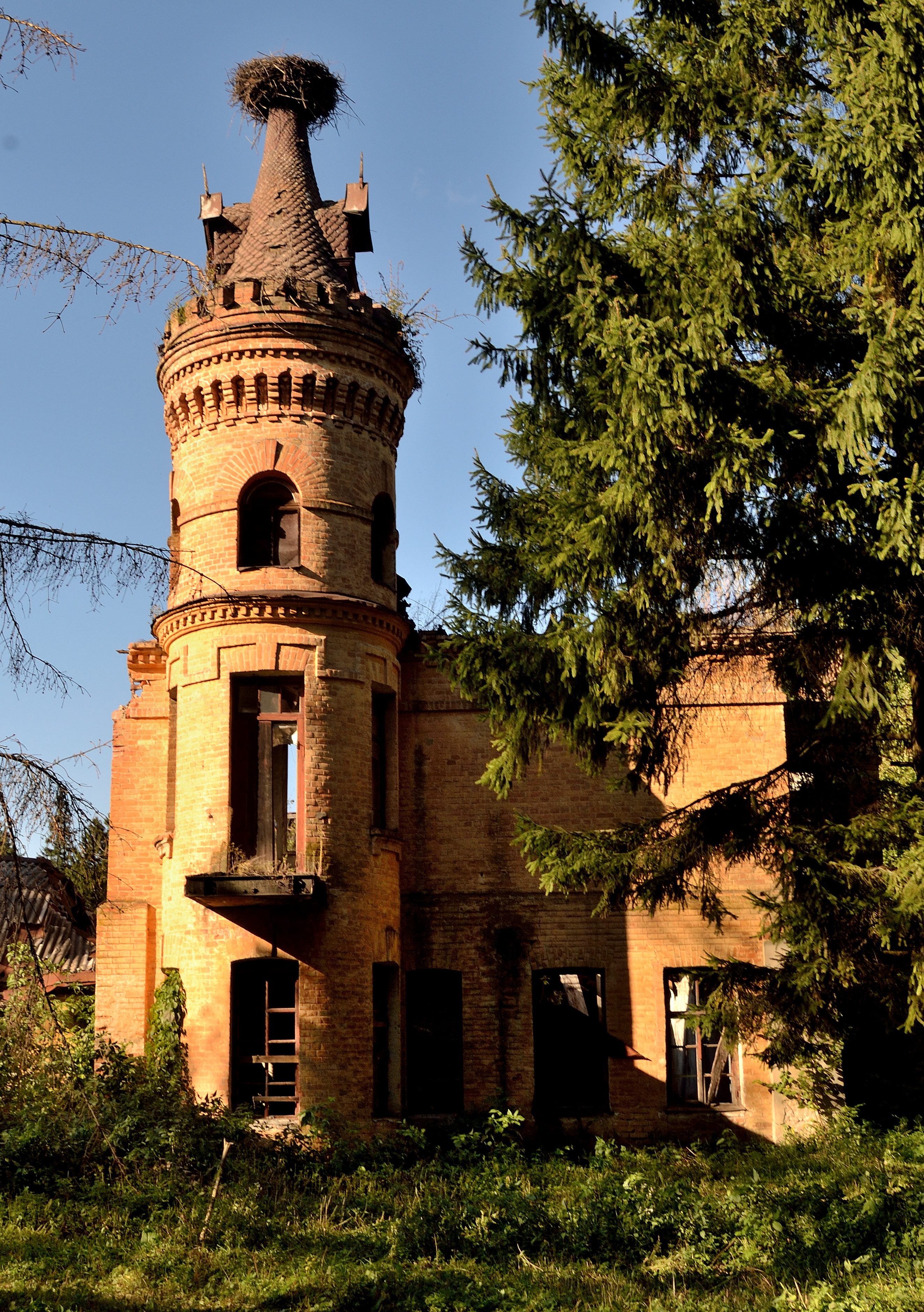
Башта господарського корпусу
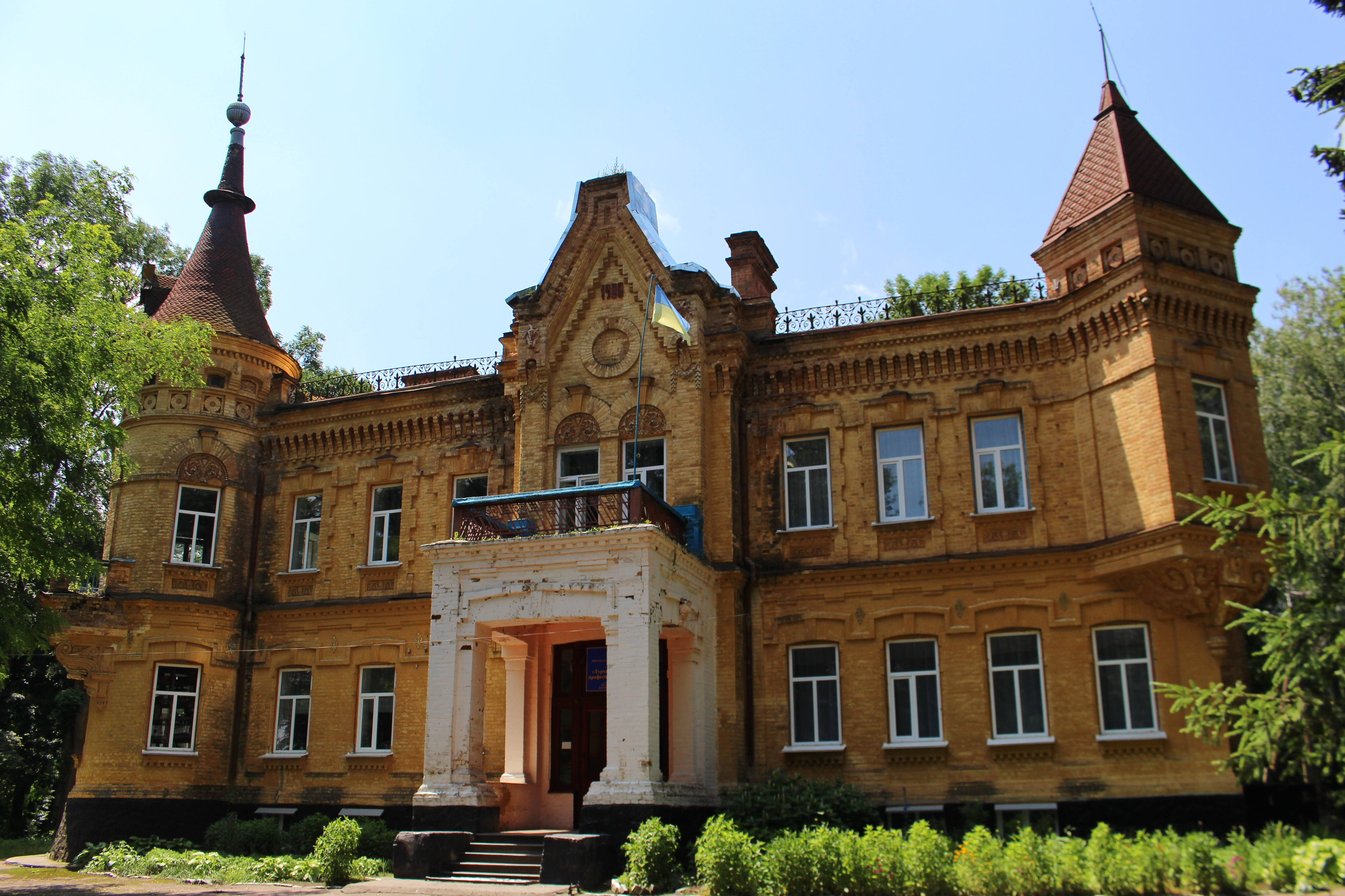
Палац
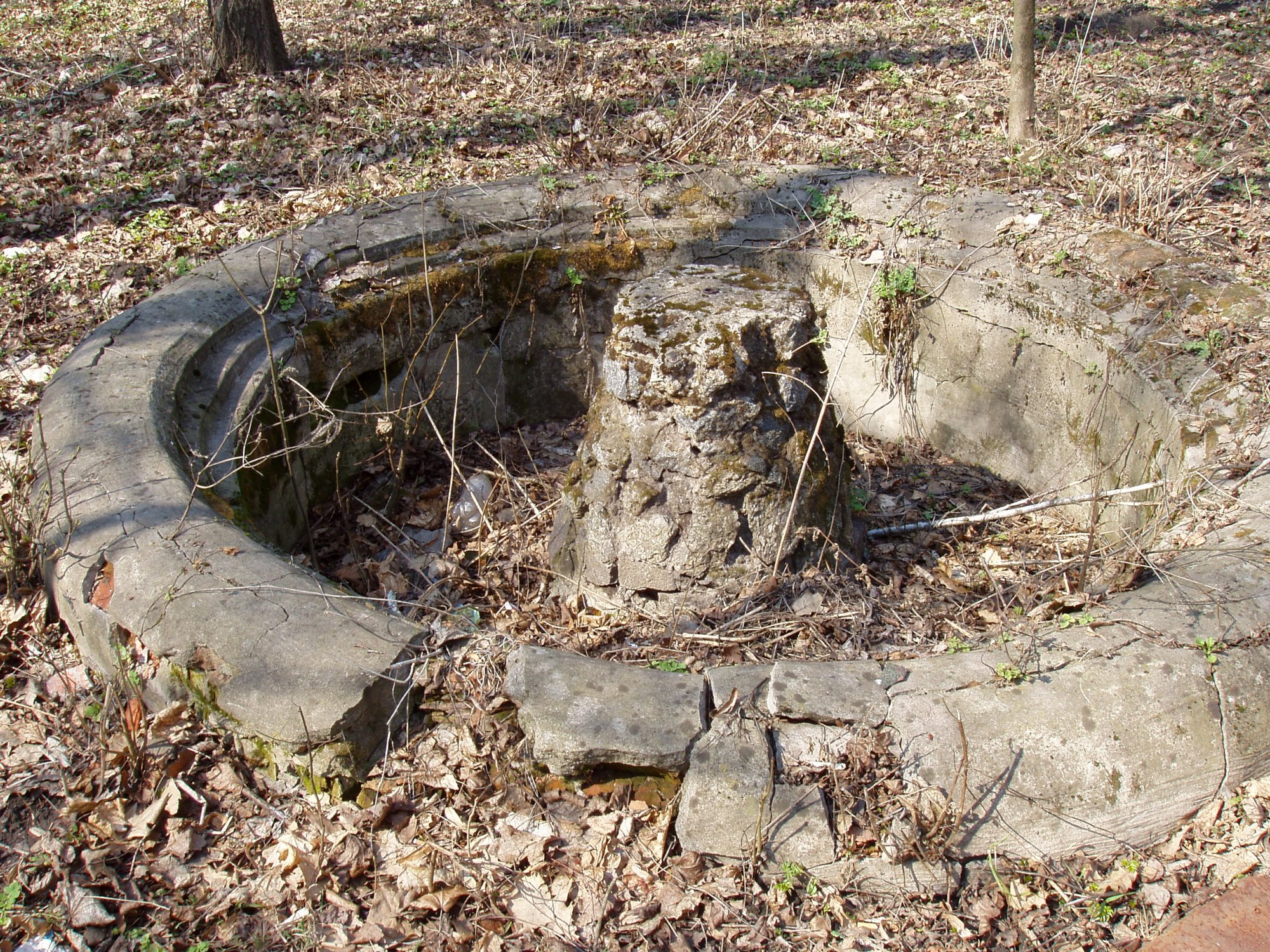
Залишки фонтану у парку
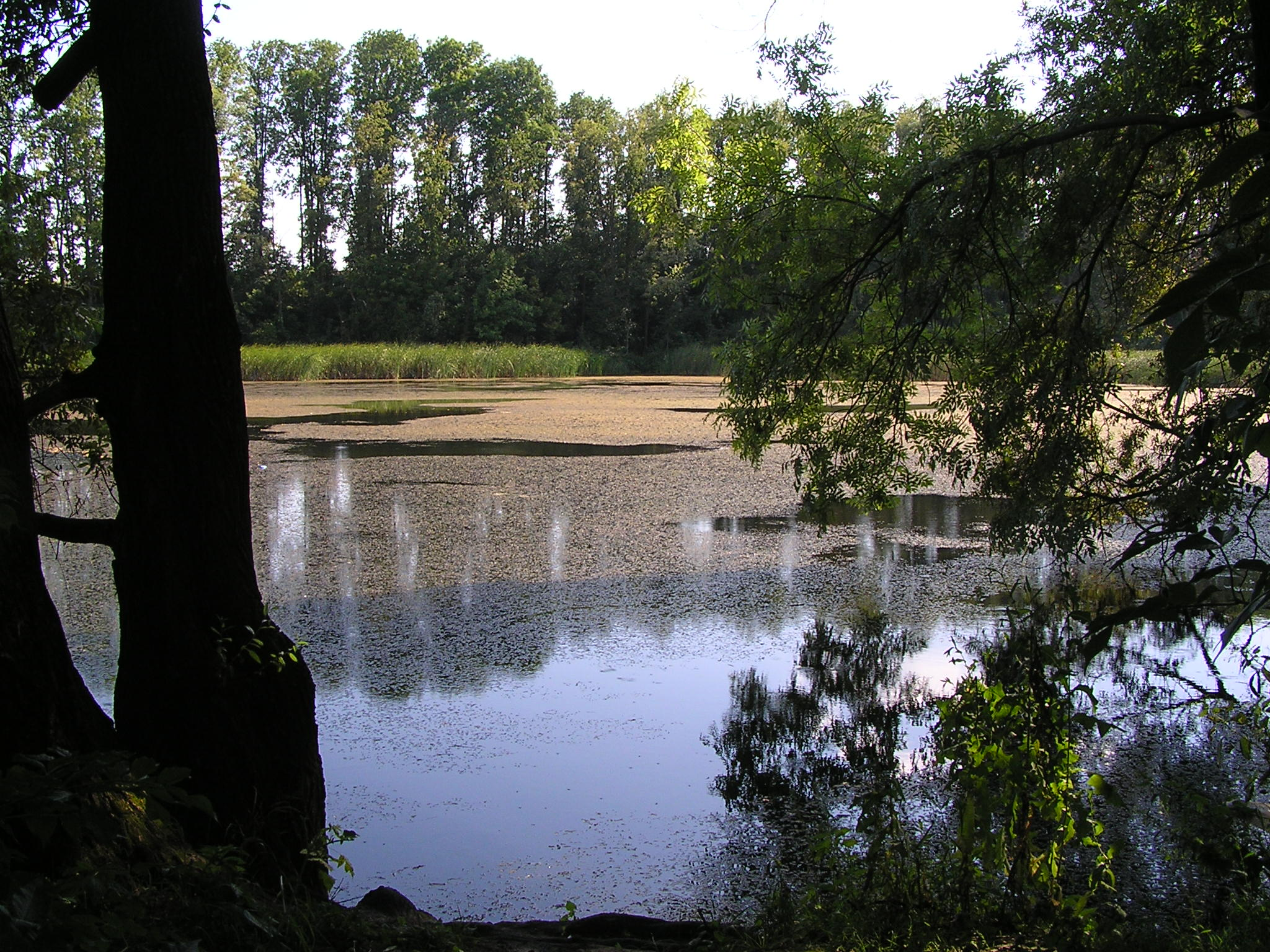
Ставок поряд з маєтком

## Населення
За даними перепису населення 2001 року у селі проживали 589 осіб.
Рідною мовою назвали:
| Мова       | Кількість осіб | Відсоток |
| ---------- | -------------- | -------- |
| українська | 588            | 99,83 %  |
| російська  | 1              | 0,17 %   |

Станом на 01.01.2022 року в селі налічується 418 осіб.

## Пам'ятки
- Братська могила радянських воїнів (1954 рік, поховано 65 чол.);

## Цікаві факти
- Село включено до туристичного маршруту навколо «волинського Єрусалима»;

## Відомі люди
- Русаловський Сергій Миколайович (1972—2014) — солдат Збройних сил України, учасник російсько-української війни.